# Tetracera poggei
Tetracera poggei är en tvåhjärtbladig växtart som beskrevs av Ernest Friedrich Gilg. Tetracera poggei ingår i släktet Tetracera och familjen Dilleniaceae. Inga underarter finns listade i Catalogue of Life.